# Giuseppe Zecchini
Giuseppe Zecchini (Milano, 1952) è uno storico italiano.

## Biografia
Allievo di Marta Sordi, nel 1975 si è laureato in Lettere all'Università Cattolica del Sacro Cuore di Milano, specializzandosi nella storia politica romana di Cesare e Augusto, del periodo tardo antico, e nella storia della storiografia romana ed ellenistica.
Docente di Storia della Storiografia Antica all'Università Cattolica dal 1979, di Storia Romana all'Università di Chieti dal '94 al '97, è stato professore ospite all'Università tecnica di Dresda e alla Sorbona di Parigi fra il 2001 e il 2002, divenendo infine docente ordinario di Storia Romana all'Università Cattolica di Milano.
È consigliere del direttivo dell'Istituto Italiano di Storia Antica fondato nel 1935, condirettore della rivista Politica antica (Carocci Editore) dalla sua fondazione, oltre ad essere stato membro del comitato scientifico della Fondazione Canussio, della rivista filosofica Aevum e consigliere editoriale della rivista elettronica De rebus antiquis fondata dal Dipartimento di Scienze Sociali della Pontificia Università Cattolica Argentina, nell'ambito del programma di studi greco-romani. Collabora alla collana CERDAC della casa editrice L'Erma di Bretschneider, per la quale ha curato i volumi dal titolo La cultura storica nei primi due secoli dell'impero romano, e Ricerche di storiografia latina tardoantica II: dall'Historia Augusta a Paolo Diacono.
I suoi testi fondamentali sono Il pensiero politico romano e Cassio Dione e la guerra gallica di Cesare.

## Opere
- Cassio Dione e la guerra gallica di Cesare, Vita e Pensiero, Milano 1978.
- Aezio: l'ultima difesa dell'Occidente romano, L’Erma di Bretschneider, Roma, 1983.
- I druidi e l'opposizione dei Celti a Roma, Jaca Book, Milano, 1984.
- Il Carmen de bello Actiaco: storiografia e lotta politica in età augustea, Steiner, Stuttgart, 1987.
- La cultura storica di Ateneo, Vita e Pensiero, Milano, 1989.
- Ricerche di storiografia Latina tardoantica, I-II, L’Erma di Bretschneider, Roma, 1993-2011.
- Il pensiero politico romano. Dal periodo arcaico a Giustiniano, Carocci, Roma, 1997, 5ª ed. 2012.
- Cesare e il mos maiorum, Steiner, Stuttgart, 2001.
- Vercingetorige, Laterza, Roma-Bari, 2002.
- Los druidas y la oposición de los Celtas a Roma, Alderabán, Madrid, 2002.
- Attila, Sellerio, Palermo, 2007.
- Le guerre galliche di Roma, Carocci, Roma, 2009.